# 狼少女 (映画)
『狼少女』（おおかみしょうじょ）は、函館港イルミナシオン映画祭第6回シナリオ大賞長編部門グランプリ作品を受賞した『狼少女』を元に制作された、2005年公開の日本映画。
昭和40年代の子ども達を描いている。第18回東京国際映画祭日本映画・ある視点部門 公式参加作品。

## ストーリー
明（あきら）は地底人の存在を信じる、空想癖のある小学生。近所で興行中の見世物小屋にいるという、狼に育てられた全身毛むくじゃらの狼少女のことが気になってしかたがない。
明のクラスに留美子という美少女が転校してくる。優等生でものおじしない留美子になぜか気に入られた明。ある日二人は、クラスの誰とも口をきかない、貧しい家庭の秀子が、光一というクラスの悪ガキをリーダーとする三人組にいじめられたところに出会う。それまで明自身も秀子を敬遠していたのだが、彼女を二人で守ることを留美子に無理やり約束させられてしまう。
そのうち、秀子が狼少女だと言い合ういじめが始まり、留美子は光一たちに仕返しを企む。

## キャスト
- 鈴木達也（大田明）
- 大野真緒（手塚留美子）
- 増田怜奈（小室秀子）
- 大塚寧々
- 利重剛
- 手塚理美
- 馬渕英里何
- なぎら健壱
- 田口トモロヲ
- 西岡徳馬

## スタッフ
- 監督：深川栄洋
- エグゼクティブ・プロデューサー：横濱豊行、松澤亜椰子
- プロデューサー：石原真、陶山明美
- 原案・脚本：大見全
- 脚本：小川智子
- ライン・プロデューサー：金子哲男
- 音楽プロデューサー：長岡和弘
- 音楽：崎谷健次郎
- 撮影：石山稔 (J.S.C)
- 照明：鳥越正夫
- 録音：田中靖志
- 音響効果：柴崎憲治
- 美術・装飾：黒須康雄
- 特殊メイク：福岡洋一
- 編集：阿部亙英
- 助監督：吉田和宏
- 製作担当：宿崎恵造
- 主題歌：植村花菜「melody」（キングレコード）
- 製作「狼少女」フィルムパートナーズ（バサラ・ピクチャーズ）
- 製作プロダクション：バサラ・ピクチャーズ
- 配給：バサラ・ピクチャーズ
- 配給協力・宣伝：シナジーリレーションズ